# Троїцька церква (Кременчук, нова)
Не плутати зі старою Троїцькою церквою
Троїцька церква — церква у Кременчуці на перетині вулиць Троїцької вулиці та проспекту Свободи у сквері Космос. Збудована у 1999 році на місці старої Троїцької церкви. Відкриття відбулось 7 січня 2000 року.

## Історія
Питання відбудови Свято-Троїцького храму постало на початку 1990-х років. Місцева влада довго не давала дозвіл, вважаючи, що для віруючих Кременчука достатньо храму в Крюкові. У жовтні 1991 року православні міста прийшли до будівлі міської ради з вимогою відновити храм. Вони майже протягом цілого дня співали християнські пісні та молитви Пресвятій Богородиці на головній площі міста, поки до них не вийшов мер Іван Пономаренко. Чиновник повідомив, що питання про зведення храму вирішено.
1999 року було зведено новий цегляний Свято-Троїцький храм. Його було відкрито 7 січня 2000 року. Поряд з цим храмом було заплановано звести собор — навіть завезли будматеріали, які й зараз знаходяться на території. На початку 2010 року єпископ Кременчуцький і Лубенський Тихон (Жиляков) хотів, щоб Свято-Троїцький храм став кафедральним, тобто головним у єпархії. На 2020 рік ці два питання залишалися невирішеними.
У 2024 році церква перейшла від Української православної церкви Московського патріархату до Православної церкви України.